# 澧源镇
澧源镇，是中华人民共和国湖南省张家界市桑植县下辖的一个乡镇级行政单位。

## 行政区划
澧源镇下辖以下地区：
高家坪社区、长征路社区、文明路社区、东正街社区、文昌街社区、和平街社区、汪家坪社区、朱家台社区、五里桥社区、城关社区、何家坪社区、方家坪社区、建兴岭社区、高桥社区、仙鹅村、罗家庄村、上家坪村、兴旺塔村、洋公潭村、黄金塔村、长潭村、朱家坪村、燕窝村、张木溪村、小田冲村、朱家冲村、肖家峪村、岩亚村、金山村、蔡家峪村和西界村。